# Javier Polo
Javier Polo Llaque – peruwiański zapaśnik walczący w obu stylach. Zajął piąte i siódme miejsce na igrzyskach panamerykańskich w 1987. Czwarty na mistrzostwach panamerykańskich w 1994. Zdobył dwa brązowe medale igrzysk boliwaryjskich w 1989. Mistrz Ameryki Południowej w 1990 roku.